# Emanuel (Sänger)

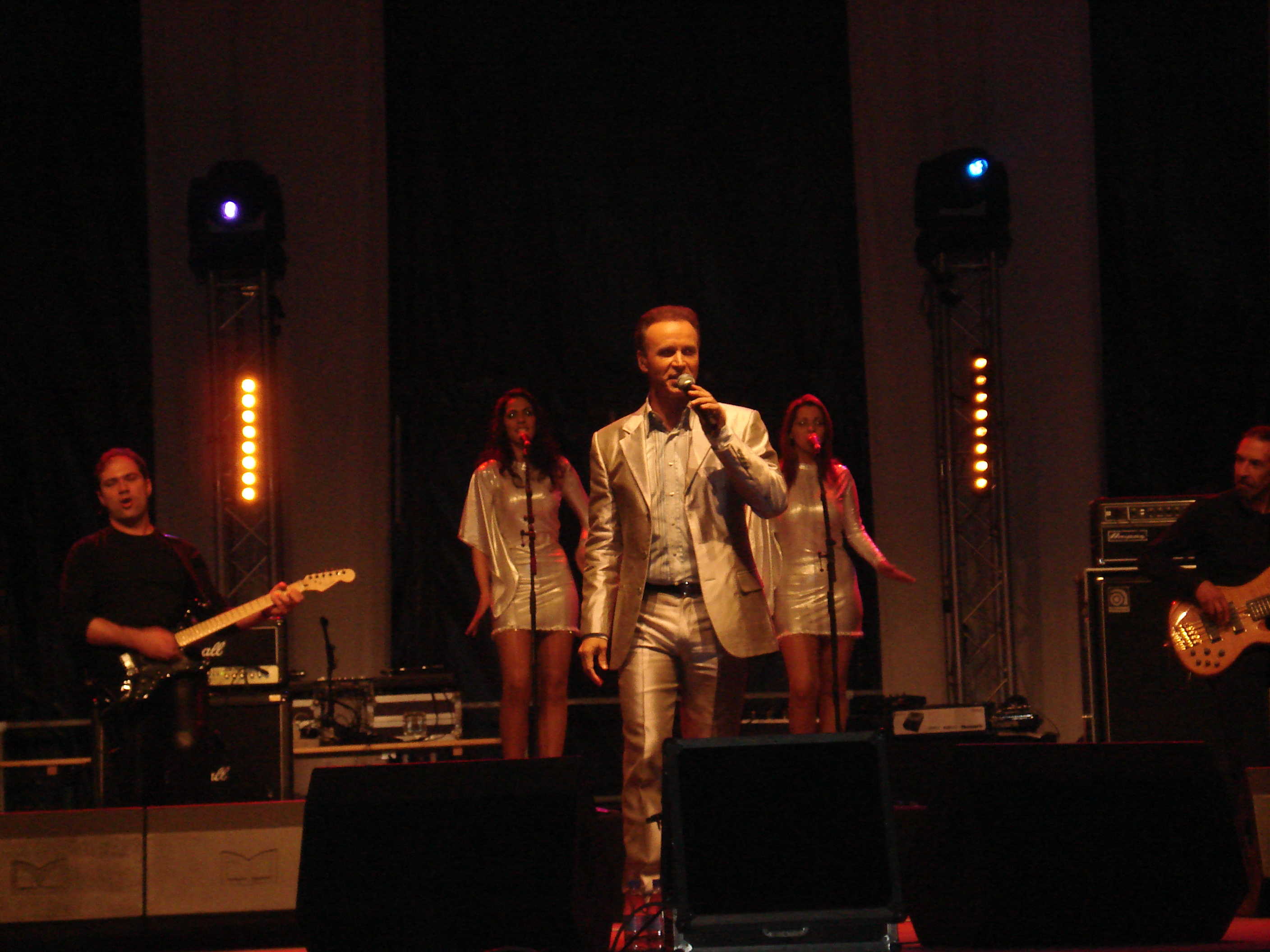
Emanuel (2008)

Emanuel (* 25. März 1957 in Covas do Douro; bürgerlich Américo Pinto da Silva Monteiro) ist ein Schlagerpop-Sänger aus Portugal.

## Leben
Er wurde als erster von vier Brüdern in einem kleinen Ort in der Region des Alto Douro geboren, dem ersten geschützten Weinbaugebiet der Welt (heute UNESCO-Welterbe). Seit seinem zehnten Lebensjahr lebte er im Großraum Lissabon, wo er 1973 klassische Gitarre lernte. Nachdem er danach Musikunterricht gab, sich vielfältig musikalisch engagierte und ein erstes Album mit Instrumentalmusik veröffentlichte, gründete er 1986 ein eigenes Tonstudio, wo er insbesondere Unterhaltungsmusik von Künstlern wie José Malhoa oder Cândida Branca Flor produzierte.
Nachdem er 1991 beim Festival da Canção sang, dem portugiesischen Vorentscheid zum Eurovision Song Contest (ESC), nahm er 1992 mit Tu Sabes Que Já Foste Minha sein erstes Album als Sänger auf. Seither trat er regelmäßig in Portugal und gelegentlich im Ausland auf, insbesondere bei Veranstaltungen portugiesischer Gemeinden im Ausland. Zudem veröffentlichte er seither jedes Jahr ein neues Album. Als sein erfolgreichstes Werk gilt Pimba, Pimba von 1995, mit einer halben Million verkaufter Exemplare. Er schrieb auch weiterhin Stücke für andere Musiker, darunter die Musik des portugiesischen ESC-Beitrags 2007 der Sängerin Sabrina, an dessen Text er zudem mitwirkte.
Später wandte er sich verstärkt den in Portugal populären, aus Angola stammenden afrikanischen Stilen Kuduro und Kizomba zu. Das erfolgreichste Album aus dieser Phase wurde Ritmo do Amor, das 2011 bis auf den zweiten Platz der portugiesischen Verkaufscharts kam.
Emanuel war Rei do Carnaval („Karnevalskönig“) des Carnaval de Buarcos 2014, dem überregional bekannten Karnevalsumzug im Seebad Buarcos (Figueira da Foz). „Karnevalskönigin“ 2014 war an seiner Seite die Sängerin Suzy. Sie vertrat Portugal beim Eurovision Song Contest 2014 mit dem Stück Quero ser tua, das Emanuel für sie geschrieben hatte.

## Diskografie
Alben

| Jahr | Titel             | Höchstplatzierung, Gesamtwochen, AuszeichnungChartsChartplatzierungen (Jahr, Titel, Platzierungen, Wochen, Auszeichnungen, Anmerkungen) | Anmerkungen |
| Jahr | Titel             | PT | Anmerkungen |
| ---- | ----------------- | --- | ----------- |
| 2005 | No meu silêncio   | PT21 (2 Wo.)PT |             |
| 2007 | Que grande bronca | PT22 (1 Wo.)PT |             |
| 2007 | Emanuel ao vivo   | PT29 (1 Wo.)PT | Livealben   |
| 2009 | Meu carro é velho | PT28 (1 Wo.)PT |             |
| 2010 | Esperança         | PT19 (6 Wo.)PT |             |
| 2010 | Ritmo do amor     | PT2 (19 Wo.)PT |             |
| 2012 | Bomba             | PT13 (10 Wo.)PT |             |
| 2013 | Dança da paixão   | PT10 Platin · (6 Wo.)PT |             |
| 2014 | Best of           | PT29 (2 Wo.)PT |             |

Weitere Alben
- 1991: Com Muito Amor (Beitrag zum Festival da Canção 1991)
- 1992: Tu Sabes Que Já Foste Minha
- 1993: Portugal, Ai Que Saudade
- 1994: Rapaziada Vamos Dançar
- 1995: Pimba Pimba
- 1996: Toma Toma Minha Linda
- 1997: Vamos a Elas
- 1998: Felicidade (Quando o Telefone Toca)
- 1999: Enamorado (Para Sempre)
- 2000: Vem Esta Noite
- 2001: Saudades de Ti (Saudades)
- 2002: Vem Ser Feliz Comigo
- 2003: Ontem, Hoje e Sempre
- 2003: O Melhor de Emanuel
- 2004: Brinca Comigo Maria
- 2005: No Meu Silêncio
- 2006: Emanuel
- 2007: Que Grande Bronca
- 2008: Meu Coração Faz Bum Bum
- 2009: Meu Carro é Velho
- 2010: Esperança
- 2010: Ritmo do Amor
- 2011: Hino A Alegria
- 2012: Bomba
- 2013: Dança da Paixão
- 2015: A Moda Dos Beats Afro
- 2019: Hoje Há Festa
- 2021: Amo Amar-te